# Martigny-sur-l’Ante
Martigny-sur-l’Ante – miejscowość i gmina we Francji, w regionie Normandia, w departamencie Calvados.
Według danych na rok 1990 gminę zamieszkiwało 288 osób, a gęstość zaludnienia wynosiła 31 osób/km² (wśród 1815 gmin Dolnej Normandii Martigny-sur-l’Ante plasuje się na 606. miejscu pod względem liczby ludności, natomiast pod względem powierzchni na miejscu 557.).